# 하나 그리고 둘
《하나 그리고 둘》(Yi Yi, A One And A Two)은 중화민국에서 제작된 에드워드 양 감독의 2000년 드라마 영화이다. 오념진 등이 주연으로 출연하였다.

## 출연

### 주연
- 오념진
- 진옌링
- 켈리 리
- 조나단 창
- 이세이 오가타
- 진희성

### 조연
- 소숙신
- 가소운

## 기타
- 협력프로듀서: 유 웨이 옌
- Ass-PD: 카와이 신야

## 한국어 더빙 성우진(KBS)
- 오세홍 - NJ (오념진)
- 장광 - 다다
- 안경진 - 엄마 (루 윤 탕)
- 김희선 - 팅팅 (켈리 리)
- 구민선 - 양양 (조나단 창)
- 함수정 - 쉐리 (가소운)
- 장호비 - 처남
- 오수경 - 윈윈 (쳉 신이)
- 성병숙 - 리리 엄마
- 김익태 - NJ 친구
- 최옥희 - 치이아줌마
- 안종익 - 영어선생
- 김영진 - 오타와 (잇세이 오가타)
- 김우정 - 패티
- 이규석 - 기자